# Aeroportul Converse County
Aeroportul Converse County (IATA: DGW, ICAO: KDGW, FAA LID: DGW) este un aeroport din Wyoming, Statele Unite ale Americii ce deservește zona Douglas. Aeroportul a fost tranzitat în 2019 de 10 pasageri.
Situat la o altitudine de 1.504 m, aeroportul dispune de 2 piste.

## Infrastructură

### Piste
Aeroportul dispune de 2 piste. Pista 11/29 are suprafața de asfalt și dimensiunile 6.534 picioare × 100 picioare. Pista 05/23 are suprafața de asfalt și dimensiunile 4.760 picioare × 75 picioare. 